# Nadine Müller (Leichtathletin)
Nadine Müller (* 21. November 1985 in Leipzig) ist eine ehemalige deutsche Leichtathletin, die sich auf den Diskuswurf spezialisiert hatte.

## Leben

### Privates
Ihr Vater Hans-Jochen Müller war ebenfalls Diskuswerfer.
Silvester 2013 ließen sie und ihre Lebensgefährtin in Zwenkau eine Lebenspartnerschaft eintragen. 2018 wurde die Ehe geschieden.
Müller ist Polizeiobermeisterin bei der Bundespolizei.

### Karriere
Müller, die zu dieser Zeit ein Sportgymnasium besuchte, begann 1997 mit dem Diskuswurf. Ihr erster Verein waren die Halleschen Leichtathletik-Freunde. Sie wurde von Gerhard Böttcher bis zu dessen Renteneintritt 2009 trainiert, anschließend war René Sack ihr Trainer. Ihre außergewöhnliche Körpergröße von 1,93 m und eine Armspannweite von 2,07 m boten ihr besonders gute Voraussetzungen für den Diskuswurf. Als Jugendliche siegte sie zweimal bei Deutschen Meisterschaften, 2002 als B-Jugendliche und 2004 war sie Deutsche Jugendmeisterin. International trat sie erstmals 2003 im finnischen Tampere bei den 17. Junioreneuropameisterschaften in Erscheinung, als sie mit 53,44 m beim deutschen Doppelsieg in der Diskuskonkurrenz der Altersklasse U20 nur von Ulrike Giesa geschlagen wurde. Im Jahr darauf erreichte sie mit 57,13 m Rang drei bei den Juniorenweltmeisterschaften 2004 (U20) hinter Ma Xuejun aus China und der Russin Darja Pischtschalnikowa.
Im Mai 2005 steigerte sich Müller in Halle (Saale) auf 59,35 m. Bei den Deutschen Meisterschaften in Bochum-Wattenscheid kam sie auf den 5. Platz.
2006 holte sie Bronze bei den Deutschen Meisterschaften in Ulm.
2007 gelang Müller in Kienbaum mit 62,22 m der erste Wurf über 60 Meter. Drei Monate später steigerte sie sich auf ihre Jahresbestweite von 62,93 m und erfüllte gleichzeitig die Norm für die Weltmeisterschaften in Osaka. Dort konnte sie diese Leistung nicht annähernd wiederholen und beendete den Wettkampf mit 55,98 m als Elfte. Bei den Deutschen Meisterschaften in Ulm 2006 hatte sie erneut Bronze geholt.
2008 wurde Müller Deutsche Vizemeisterin.
2009 gelang ihr in Wiesbaden mit 63,46 m eine weitere Steigerung der persönlichen Bestleistung, damit war sie zum ersten Mal deutsche Jahresbeste. Neben Franka Dietzsch, die die ganze Saison über von Verletzungen beeinträchtigt war, war Müller die einzige deutsche Starterin im Diskuswurf bei den Weltmeisterschaften 2009 in Berlin. Ein einziger Wurf von 61,63 m reichte ihr für die direkte Finalqualifikation, Dietzsch hingegen schied aus. Beim überraschenden Sieg der Australierin Dani Samuels wurde Müller im Endkampf Sechste, ihre beste Weite im Finale betrug 62,04 m. Ebenfalls 2009 gewann sie zum ersten Mal bei den Deutschen Meisterschaften, den Titel verteidigte sie 2010.
Das Jahr 2010 begann Müller in starker Form, schon im Februar warf sie 62,04 m und verbesserte beim 10. Winterwurf-Europacup in Arles ihre persönliche Bestleistung auf 64,30 m. Anfang Mai gelang ihr beim 15. Werfer-Cup in Wiesbaden eine weitere Steigerung, mit 67,78 m erhöhte sie ihre Bestweite gleich um 3,48 Meter und setzte sich damit an die Spitze der Weltjahresbestenliste. Im Juni gewann sie beim Diamond-League-Meeting in Oslo mit 63,93 m, vierzehn Tage später gelang ihr bei der Team-Europameisterschaft in Bergen ein weiterer Sieg mit 63,53 m. Der DLV nominierte sie für die Europameisterschaften 2010, wo sie allerdings mit einer Weite von 57,78 m nur den achten Platz belegte.
Bei den Weltmeisterschaften 2011 in Daegu wurde Müller mit einer Weite von 65,97 m Zweite hinter Li Yanfeng. Im selben Jahr wurde sie erneut Deutsche Meisterin, wie auch im Folgejahr. Bei den Europameisterschaften 2012 in Helsinki belegte sie mit einer Weite von 65,41 m hinter der Kroatin Sandra Perković den zweiten Platz. Bei den Olympischen Spielen 2012 in London wurde sie Vierte, nachdem der Russin Darja Pischtschalnikowa wegen Dopings nachträglich die Silbermedaille aberkannt worden war. Bei den Weltmeisterschaften 2013 in Moskau belegte sie ebenfalls den 4. Platz. Bei den Weltmeisterschaften 2015 in Peking holte Müller die Bronzemedaille. Bei den Olympischen Spielen 2016 in Rio de Janeiro kam sie im Finale auf den 6. Platz.
2017 wurde Müller im nordfranzösischen Lille Team-Europameisterin, beim Diskuswurf belegte sie den 2. Platz. Bei den Weltmeisterschaften 2017 in London kam sie auf den 6. Rang.
2018 holte Müller sowohl mit der Mannschaft als auch im Einzel den 1. Platz beim Winterwurf-Europacup in Leiria. In Berlin wurde sie mit Saisonbestleistung Vizeeuropameisterin. Beim Continental Cup in Ostrava belegte Müller mit der europäischen Mannschaft den 2. Rang, wozu sie durch einen 7. Platz im Einzel beitrug.
2021 sagte Müller in der Freiluftsaison wegen anhaltender Rückenprobleme die Teilnahme an den Deutschen Meisterschaften in Braunschweig und darauffolgenden Wettkämpfen ab. Damit verpasste sie auch die Möglichkeit, sich für die Olympischen Spiele in Tokio zu qualifizieren. 2022 beendete sie ihre Karriere.

## Leistungsentwicklung

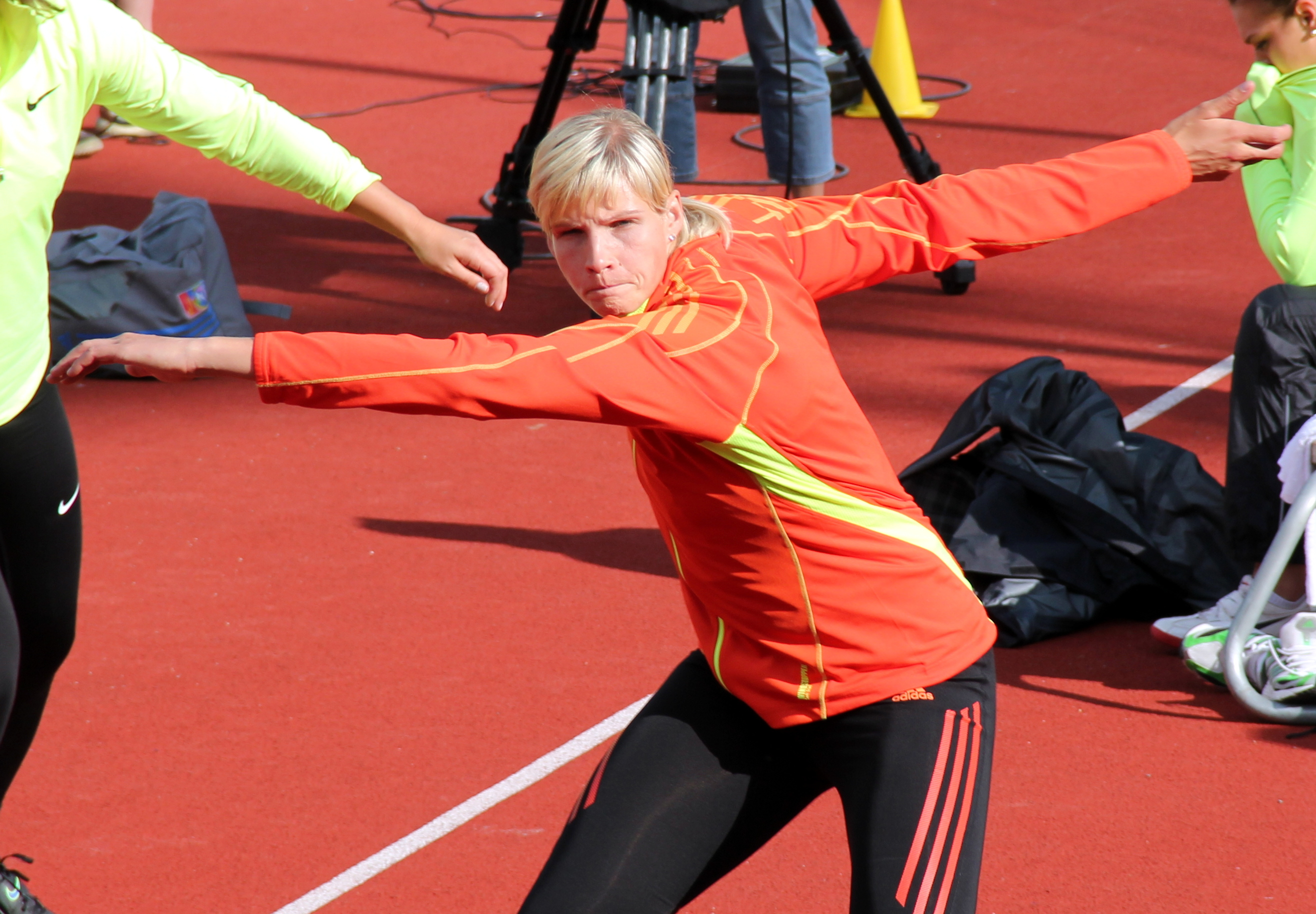
Bei den Bislett Games 2012

(Stand: 2. Juli 2017)
| 2003 | 53,44 m    |
| 2004 | 57,85 m    |
| 2005 | 59,35 m    |
| 2006 | 58,46 m    |
| 2007 | 62,93 m    |
| 2008 | 61,36 m    |
| 2009 | 63,46 m    |
| 2010 | 67,78 m    |
| 2011 | 66,99 m    |
| 2012 | 68,89 m PB |
| 2013 | 66,69 m    |
| 2014 | 67,30 m    |
| 2015 | 65,72 m    |
| 2016 | 66,84 m    |
| 2017 | 65,76 m    |
| 2018 | 63,00 m    |
| 2019 | 63,99 m    |